# Quema de iglesias del 16 de junio de 1955
La quema de iglesias del 16 de junio de 1955 es el nombre con el que se conoce una serie de hechos que fueron la respuesta de la población civil al bombardeo de la Plaza de Mayo y al asesinato de más de 300 personas en esa misma fecha, el cual fue realizado por aviones de la marina de guerra de Argentina pintados con una leyenda que decía «Cristo Vence», y que contó con el apoyo de amplios sectores de la Iglesia Católica Argentina. El bombardeo fue ejecutado mientras comandos civiles antiperonistas atacaban por tierra contra la Casa Rosada y centros peronistas. Al finalizar los bombardeos, grupos de adherentes peronistas atacaron e incendiaron templos católicos, atribuyéndoles haber instigado y participado en el intento de golpe de Estado y derrocamiento del gobierno constitucional de Juan Domingo Perón.
El mayor número de iglesias atacadas fue en Buenos Aires, donde actuaron tres grupos organizados que partieron de dos reparticiones del Estado y de un local del Partido Peronista, dirigiéndose separadamente a las iglesias. También hubo hechos similares en algunas ciudades del interior de Argentina.
Los atacantes ingresaron en las iglesias, provocaron destrozos, ocasionaron algunos incendios y, en algunos casos, robaron elementos de las mismas. En general las personas que se encontraban en esos lugares pudieron huir, existiendo versiones sobre agresiones personales que provocaron lesiones. La policía y las fuerzas militares no-golpistas se abstuvieron de intervenir, y los bomberos actuaron contra el fuego una vez terminada la agresión. La quema de las iglesias formó parte del capítulo «los grandes crímenes» del Libro negro de la segunda tiranía, una publicación en contra del peronismo realizada por la dictadura que derrocó el gobierno constitucional de Perón, autodenominada "Revolución Libertadora" (1955-1958).

## Antecedentes

### Inicio del conflicto
En los últimos meses de 1954 comenzaron a producirse algunos hechos que mostraban un cambio en las relaciones, hasta ese momento aparentemente normales, entre la Iglesia católica y el gobierno peronista y un proceso de deterioro de las mismas que se fue agravando con el tiempo. Desde el Partido Peronista y la prensa oficialista se dirigían críticas a la Iglesia y sus integrantes y a su vez tanto desde el púlpito como en diversos documentos se hacían manifestaciones adversas al gobierno.

### Reformas legislativas
El peronismo tomó varias medidas que afectaban a la Iglesia Católica. Primero el gobierno nacional dispuso eliminar la enseñanza religiosa en las escuelas públicas. Por su parte el Congreso de la Nación aprobó la ley de ley de divorcio, derogó varios feriados nacionales correspondientes a celebraciones de la religión católica y dejó sin efecto la exención de impuestos a las instituciones religiosas. El Congreso Nacional resolvió también convocar a una convención constituyente para tratar la separación de la Iglesia del Estado.
Por otra parte, el intendente de Buenos Aires rechazó el pedido de autorización para realizar el acto de clausura del Año Mariano Universal en la Plaza de Mayo, que fue entonces realizado en la Catedral Metropolitana de Buenos Aires, y el decreto del Poder Ejecutivo Nacional 4.633/55 publicado el 31 de diciembre de 1954 que autorizó la apertura de establecimientos donde se ejercía la prostitución.

### La celebración de Corpus Christi
La celebración de la fiesta de Corpus Christi que correspondía al jueves 9 de junio fue postergada por la Iglesia para el sábado 11 de junio y tuvo una concurrencia estimada en unas 200.000 personas, que colmó la Catedral y ocupó la Plaza de Mayo adyacente. Al fin de la celebración, cuando los sacerdotes Manuel Tato, vicario general y obispo auxiliar -quien se había dirigido a la concurrencia desde el púlpito-, y Antonio Rocca, que estaba presente en ausencia del cardenal Santiago Luis Copello, aparecieron en el balcón, fueron aclamados por la multitud, que a continuación formó una manifestación que se encaminó por la Avenida de Mayo hacia el Congreso Nacional. Asistentes a la manifestación agredieron a pedradas varios periódicos oficialistas: La Prensa -que había sido expropiada luego de un juicio por evasión de impuestos y entregada a la Confederación General del Trabajo-, Época, Democracia y El Laborista, ubicados en su camino. Al llegar al Congreso arriaron la bandera nacional y la reemplazaron por la bandera pontificia, apedrearon el edificio y arrancaron al grito de "¡Muera Eva Perón!" dos placas de bronce colocadas en el frente.

### La quema de la bandera
El mismo día el gobierno en un comunicado acusó a los manifestantes de haber quemado una bandera argentina, lo que inició una investigación judicial. El subinspector Héctor Giliberti le confesó a su hermano, el capitán de corbeta José Mateo Giliberti, que la bandera había sido quemada por compañeros de la propia Policía Federal. Por ello tanto el subinspector como los policías Juan Laperchia e Isidoro Ferrari fueron citados por el presidente del Consejo Superior de las Fuerzas Armadas y declararon confirmando ese hecho, por lo cual el organismo solicitó a Perón la separación del jefe de policía y la detención del Ministro del Interior Ángel Borlenghi. Sin embargo, al día siguiente de esa comunicación Borlenghi hizo sellar su pasaporte y salió del país hacia Montevideo. Una vez depuesto el gobierno constitucional nuevas declaraciones confirmaron lo sucedido y el propio contraalmirante Alberto Tessaire -vicepresidente al momento del hecho- afirmó que la acción se había ejecutado no solo con la autorización de Perón sino bajo su inspiración.

### Bombardeo de Plaza de Mayo
El 16 de junio de 1955, en el marco de una rebelión cívico-militar que se proponía derrocar al gobierno, aviones con pintadas de «Cristo vence» arrojaron bombas sobre la Casa Rosada y la Plaza de Mayo, matando a 308  personas identificadas más un número de personas no identificadas, y más de 700 heridos.

## La quema

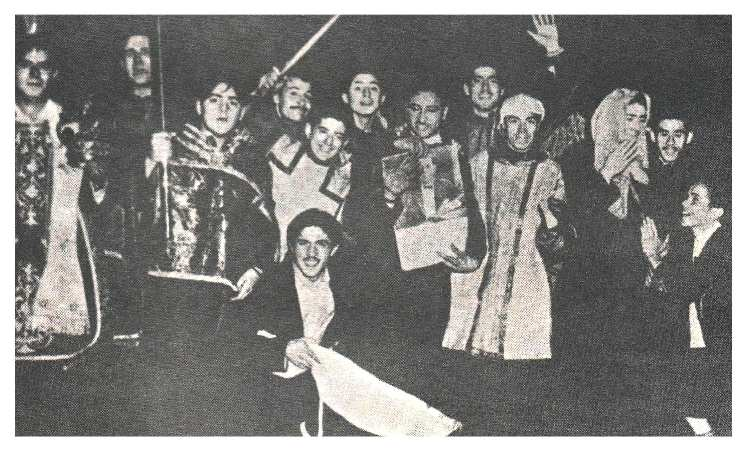
Saqueadores e incendiarios de las iglesias céntricas de Buenos Aires, disfrazados con hábitos religiosos

Durante la tarde, antes de que terminaran los combates callejeros en torno al Edificio Guardacostas -entonces Ministerio de Marina-, se produjo el primer asalto al palacio arzobispal. El resto de los ataques a edificios eclesiásticos se produjo a partir de las seis de la tarde.
El presidente Perón estaba reunido junto al alto mando militar en la sede del Ejército. Desde las ventanas se percataron del resplandor de los templos y Perón se enojó:

Tomen medidas, porque éstas son bandas comunistas que están quemando las iglesias, y después me lo van a atribuir a mí.
Juan Domingo Perón, 16 de junio de 1955.

El general José Embrioni, subsecretario del Ministerio de Ejército, antes de llamar al jefe de la policía, le preguntó a Perón si debía hacer el pedido en su nombre.

¡Sí, Embrioni; es una barbaridad, cómo no! Hágalo y dígale a Gamboa que se preocupe al máximo de la seguridad de los templos.
Juan Domingo Perón, 16 de junio de 1955.

Pero el jefe de la policía, Miguel Gamboa, obedeció otras instrucciones que posteriormente le hiciera llegar el ministro del interior Ángel Borlenghi: contra el deseo de Perón, Borlenghi mandó a la policía permanecer acuartelada y liberar la zona para la llegada de los grupos vandálicos.
La curia y el palacio arzobispal fueron asaltados cerca de la 16:30. Se quemó todo el edificio, con la consiguiente pérdida arquitectónica. Se quemó el Archivo Histórico con las partidas de nacimiento, matrimonio y muerte que se remontaban hasta fines del siglo XVI. Se quemaron también numerosas obras de arte antiguo: cerámicas, tallas, trabajos en metal, pinturas al óleo, y demás.
Una vez finalizado el palacio arzobispal, el grupo incendiario se dividió prolijamente en dos columnas. Una marchó hacia el sur, hacia el convento de Santo Domingo, y otra hacia el norte en busca de la Basílica de La Merced.
Si bien el solar de Belgrano y Defensa fue adquirido por la Orden Dominica en el año 1606, el edificio actual fue construido entre 1762 y 1779. Fray Luis Alberto Montes de Oca, prior del convento, observó los camiones de militantes que se congregaban en las cercanías y mandó cerrar las rejas para impedir su entrada. Cerca de las 17:30 vio que se comenzaban a forzar los barrotes, y abandonó el lugar por una puerta lateral.
Una situación similar sucedió en el convento de San Francisco (construido entre 1731 y 1754) y su anexa capilla San Roque (construida entre 1751 y 1762). El prior de ese convento era Cecilio Heredia y, al igual que Montes de Oca, abandonó el edificio por una puerta lateral al momento en que los primeros militantes peronistas hacían su aparición.
A una cuadra de distancia se halla la iglesia de San Ignacio de Loyola, que es el edificio más antiguo de la ciudad. Si bien el gobernador Hernandarias había cedido el terreno en 1606 para la construcción de una iglesia de adobe, el edificio actual de ladrillos no comenzó a levantarse sino hasta 1675. El párroco, Alberto Lattauda, se acercó a dos camiones del ejército, pidiendo su intervención ante los actos de vandalismo, pero los efectivos se negaron.
Cerca de las 18:30 el cuartel de Bomberos y el Departamento de Policía comenzaron a recibir llamados de auxilio ante la proliferación de focos incendiarios en el centro de la ciudad. De esto refiere el jefe de la policía:

Pensé que tenía que salir a la calle, pero el Ministro [Borlenghi] me decía que no.
Miguel Gamboa, jefe de la policía federal, 16 de junio de 1955.

Oscar Benzi, el Jefe de Bomberos,  impartió la orden de acudir a los focos y tratar de evitar la propagación a las casas vecinas. Una dotación se dirigió a Santo Domingo, liderada por Rómulo Pérez Algaba. En sus declaracionas ante la Comisión Investigadora, Algaba explicó los hechos:

Llegué a Santo Domingo y ví que se encontraba agobiada de gente impidiéndole al personal, a la dotación, que desarrollara sus tareas. Lo llamé al oficial Juárez y al mismo tiempo que hablé con los cabecillas de esa gente, que era una cantidad grandísima, ví que había un camión con un tanque sistema playero y atracado con la culata sobre la iglesia. De ahí sacaban nafta con jarras de aluminio.
Rómulo Pérez Algaba, 26 de diciembre de 1955.

Hubo ciertos momentos de desesperación cuando tres delegados de la CGT se percataron de que al fondo de la iglesia se guardaban valiosos trofeos de guerra: las banderas de los regimientos británicos rendidos durante la reconquista de la ciudad en 1806. Gracias a la valentía de los bomberos éstas reliquias pudieron salvarse. Distinta suerte corrió la urna funeraria que guardaba los restos del general José Matías Zapiola, héroe del Cruce de los Andes: quedó tirada a lo lejos, fuera del edificio.

Los lugares atacados fueron:
- Curia Eclesiástica. Está ubicada en la calle Rivadavia frente a la Plaza de Mayo pegada a la Catedral de Buenos Aires y a dos cuadras escasas de la Casa Rosada. Los asaltantes la saquearon y destrozaron todos los muebles y objetos de valor antes de incendiarla.
- Catedral Metropolitana. Los peronistas penetraron en ella por la fuerza causando destrozos pero no se atrevieron a incendiarla.
- Convento de San Francisco. Está situado en las calles Defensa y Alsina, a una cuadra de la Plaza de Mayo y a dos cuadras de la Casa Rosada. Los asaltantes no dejaron habitación, imagen ni altar en pie y luego prendieron fuego a los restos. Un sacristán que vio el hecho escondido en el campanario declaró: "La gran mayoría eran hombres jóvenes, que vestían pilotos porque estaba lloviendo. (..) Vi pasar algunos autos patrulleros pero sin detenerse. En cuanto a los bomberos, cuando llegaron, después de bastante tiempo, se dedicaron a remover algunas imágenes sin actuar mayormente. Tampoco creo que hubieran podido; todo ardía ya, y enfrentar a los grupos hubiera sido temerario. Utilizaron damajuanas con nafta, las que acarreaban desde automóviles lujosos. Oí también fuertes explosiones, como si utilizaran bombas y también un intenso tiroteo. Todos los vidrios del convento fueron rotos a tiros. Fue una orgía de balazos, fuego y explosiones. El fuego duró unas ocho horas con toda intensidad. Al día siguiente todavía llameaban el altar mayor y el coro".[19]
- Convento de Santo Domingo: El complejo fue incendiado y saqueado. Se perdieron algunas de sus reliquias y documentos.[20]
- Santo Domingo de Guzmán.
- San Francisco de Asís.
- San Ignacio de Loyola. Se perdieron cuatro siglos de actas de bautismo y matrimonio.
- Nuestra Señora de la Piedad del Monte Calvario.
- San Miguel Arcángel.
- Nuestra Señora de las Victorias.
- Nuestra Señora del Perpetuo Socorro.
- San Nicolás de Bari.
- San Juan Bautista.

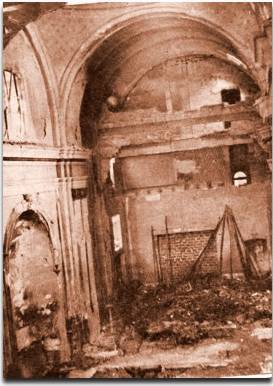
Histórica Iglesia de San Francisco luego del ataque

Bernardo Rabinovich afirma que quienes atacaron la iglesia de Las Victorias agredieron al padre Jacobo Wagner, causándole fracturas en las piernas. Agrega que este sacerdote octogenario falleció poco después. Según otra versión la agresión habría consistido en un golpe en la cabeza dado con una barreta.

## Imputaciones de Perón
El 18 de junio Perón en un discurso en la CGT dijo: “Yo sé muy bien que no son trabajadores los que han producido los actos de violencia en las iglesias ni en ninguna de esas partes”. “En estos días, indudablemente, han aprovechado los comunistas. Los vimos ya y tuve noticias durante el mismo movimiento.” Tiempo después, en declaraciones a tres periodistas que fueron grabadas y publicadas, Perón afirmó: “Las iglesias habían sido quemadas desde adentro.” “A la mañana siguiente me dan la noticia de que se habían quemado cuatro iglesias de Buenos Aires”; “eso fue un acto de provocación para mí. Quemaron las iglesias para hacer las campañas en mi contra. Mi impresión personal es que todo esto fue dirigido por Tato y Novoa. Y ellos no pudieron probar a nadie cómo se habían quemado las iglesias.” 
Por su parte los diarios El Líder y Democracia de los días 17, 18 y 19 de junio reiteraron informaciones sobre descubrimiento de “incendiarios comunistas”, por parte de la Policía así como de vastos planes de agitación y agresión contra templos católicos.
Posteriormente, en su libro Del poder al exilio. Cómo y quienes me derrocaron, editado en 1958, Perón declararía:

[Fue en la circunstancia del levantamiento del 16 de junio de 1955] que algunos grupos de facinerosos, intentando sacar provecho del estado de confusión general, prendieron fuego a las iglesias. Fue un hecho execrable, un sacrilegio sin nombre que en ninguna oportunidad he dudado en condenar con las palabras más ásperas. Aquella noche, entre el 16 y el 17 de junio, no la olvidaré más. En mi alma se abrieron profundas heridas que el tiempo y cuanto sucedió después no alcanzaron a cicatrizar. Los incendios iluminaron aquella noche de tragedia. El rumor de la lluvia y el crepitar del fuego se unían en una sinfonía infernal. Incendiaron la iglesia de San Ignacio, San Francisco, Santo Domingo, San Miguel y San Nicolás de Bary. 

Mis adversarios, no perdieron tiempo. Con el propósito de separarme del pueblo que se había negado a participar en la revuelta, me atribuyeron la responsabilidad del sacrilegio. Olvidando cuanto de bueno había hecho yo por la Iglesia e ignorando voluntariamente, el respecto que el gobierno había tenido por la institución, agrandaron en forma artificiosa la cuestión de la famosa desaveniencia y no vasilaron en transformar una cuestión esencialmente política, limitada por ello a los hombres, en una insalvable contradicción entre Peronismo y Catolicismo.

## Investigación posterior
Según el informe entregado al gobierno, esa noche hubo tres grupos organizados que partieron del Ministerio de Salud Pública, del Servicio de Informaciones y de un local del Partido Peronista, y se dirigieron separadamente a las iglesias atacadas. Este último grupo, integrado por unas 65 personas, fue el que inició el ataque a la Curia y la Catedral y habría estado bajo la responsabilidad del vicepresidente Tessaire. El grupo que salió del Ministerio de Salud Pública atacó las iglesias de Santo Domingo, San Ignacio, San Francisco y La Merced y el proveniente del Servicio de Informaciones se dirigió a San Nicolás y el Socorro.

## Consecuencias de la quema de las iglesias
Daniel Cichero opinó que "el ataque a los templos católicos sin dudas formó parte de la dinámica de la jornada. Y se constituyó, por sí mismo, en un argumento (casi en un símbolo) que sirvió decididamente a la construcción de la legitimidad del antiperonismo y en justificación para la continuidad de la acción violenta contra el gobierno" agregando que "toda la secuencia previa había estado envuelta en el conflicto con la Iglesia. Y aunque la organización del bombardeo corrió por otros carriles y fue protagonizado por oficiales ajenos a la formación católica, la reacción se dirigió directamente contra ella".
Por su parte el historiador estadounidense Joseph A. Page señaló que "el impacto psicológico de las iglesias carbonizadas fue tremendo para aquellos católicos que aún tenían memoria de las atrocidades de la Guerra civil española".
El historiador Isidoro Ruiz Moreno cita la quema de iglesias como causa detonante para el salto de peronismo a antiperonismo de los generales Dalmiro Videla Balaguer y Julio Lagos, quienes tres meses más tarde participarían activamente en el golpe de Estado en Argentina de septiembre de 1955.